# Sebastián Soria
Andrés Sebastián Soria Quintana (tiếng Ả Rập: أندريس سيبستيان سوريا كوينتانا, sinh tại Paysandú, Uruguay), là một cầu thủ bóng đá chuyên nghiệp và là tuyển thủ quốc gia Qatar. Anh từng cùng đội tuyển quốc gia Qatar tham gia giải bóng đá vô địch châu Á năm 2007 tại Việt Nam.

## Sự nghiệp
Anh bắt đầu sự nghiệp thi đấu quốc tế bằng việc chơi cho đội U23 Qatar. Sau đó năm 2007, anh cùng đội tuyển sang Việt Nam tham gia giải vô địch bóng đá châu Á tại Việt Nam. Tại giải đấu này, tuy đội Qatar đã bị loại khỏi vòng bảng nhưng anh đã thi đấu khá xuất sắc và ghi được những bàn thắng quan trọng.
Trong trận đấu đầu tiên gặp đội Nhật Bản, Quintana đã mở tỉ số trước bằng một pha đá phạt cực mạnh từ ngoài vòng cấm địa, bóng xé toạc hàng rào chắn của đội Nhật Bản để làm tung lưới đội này. Trước đó thì anh cũng có pha sút phạt tương tự nhưng bóng đập xà ngang. Trong trận thứ hai gặp đội Việt Nam, anh luôn là mối đe dọa thường trực cho hàng phòng ngự đội này. Sau khi bị Việt Nam dẫn trước tỉ số, anh đã cùng đội miệt mài tấn công và cuối cùng đã ghi được bàn thắng sau khi lao vào đánh đầu. Trận cuối gặp UAE, anh đã ghi bàn thắng mở tỉ số nhưng kết thúc là một trận thua, do đó đội tuyển Việt Nam lần đầu tiên lọt vào vòng tứ kết châu Á.

## Thống kê thành tích
| #   | Ngày                 | Địa điểm                                                        | Đối thủ    | Bàn thắng | Kết quả | Giải đấu                  |
| --- | -------------------- | --------------------------------------------------------------- | ---------- | --------- | ------- | ------------------------- |
| 1.  | 9 tháng 7 năm 2007   | Sân vận động Quốc gia Mỹ Đình, Hà Nội, Việt Nam                 | Nhật Bản   | 1–1       | 1–1     | Asian Cup 2007            |
| 2.  | 12 tháng 7 năm 2007  | Sân vận động Quốc gia Mỹ Đình, Hà Nội, Việt Nam                 | Việt Nam   | 1–1       | 1–1     | Asian Cup 2007            |
| 3.  | 15 tháng 7 năm 2007  | Sân vận động Quân khu 7, Thành phố Hồ Chí Minh, Việt Nam        | UAE        | 1–0       | 1–2     | Asian Cup 2007            |
| 4.  | 16 tháng 10 năm 2007 | Sân vận động Thani bin Jassim, Doha, Qatar                      | Iraq       | 2–1       | 3–2     | Giao hữu                  |
| 5.  | 21 tháng 10 năm 2007 | Sân vận động Sugathadasa, Colombo, Sri Lanka                    | Sri Lanka  | 1–0       | 1–0     | Vòng loại World Cup 2010  |
| 6.  | 28 tháng 10 năm 2007 | Sân vận động Jassim bin Hamad, Doha, Qatar                      | Sri Lanka  | 1–0       | 5–0     | Vòng loại World Cup 2010  |
| 7.  | 28 tháng 10 năm 2007 | Sân vận động Jassim bin Hamad, Doha, Qatar                      | Sri Lanka  | 4–0       | 5–0     | Vòng loại World Cup 2010  |
| 8.  | 4 tháng 3 năm 2008   | Sân vận động Jassim bin Hamad, Doha, Qatar                      | Bahrain    | 1–0       | 1–2     | Giao hữu                  |
| 9.  | 16 tháng 3 năm 2008  | Sân vận động Jassim bin Hamad, Doha, Qatar                      | Jordan     | 1–0       | 2–1     | Giao hữu                  |
| 10. | 23 tháng 5 năm 2008  | Sân vận động Jassim bin Hamad, Doha, Qatar                      | Kuwait     | 1–1       | 1–1     | Giao hữu                  |
| 11. | 27 tháng 5 năm 2008  | Sân vận động Thani bin Jassim, Doha, Qatar                      | Liban      | 1–1       | 2–1     | Giao hữu                  |
| 12. | 27 tháng 5 năm 2008  | Sân vận động Thani bin Jassim, Doha, Qatar                      | Liban      | 2–1       | 2–1     | Giao hữu                  |
| 13. | 7 tháng 6 năm 2008   | Sân vận động Trung tâm Olympic Thiên Tân, Thiên Tân, Trung Quốc | Trung Quốc | 1–0       | 1–0     | Vòng loại World Cup 2010  |
| 14. | 20 tháng 8 năm 2008  | Sân vận động Quốc tế Khalifa, Doha, Qatar                       | Tajikistan | 2–0       | 5–0     | Giao hữu                  |
| 15. | 10 tháng 9 năm 2008  | Sân vận động Jassim bin Hamad, Doha, Qatar                      | Bahrain    | 1–0       | 1–1     | Vòng loại World Cup 2010  |
| –   | 30 tháng 12 năm 2008 | Sân vận động Thani bin Jassim, Doha, Qatar                      | Libya      | 2–1       | 5–2     | Giao hữu không chính thức |
| 16. | 21 tháng 3 năm 2009  | Sân vận động Quốc tế Aleppo, Aleppo, Syria                      | Syria      | 1–0       | 2–1     | Giao hữu                  |
| 17. | 21 tháng 3 năm 2009  | Sân vận động Quốc tế Aleppo, Aleppo, Syria                      | Syria      | 2–0       | 2–1     | Giao hữu                  |
| 18. | 8 tháng 10 năm 2009  | Sân vận động Kantrida, Rijeka, Croatia                          | Croatia    | 2–2       | 2–3     | Giao hữu                  |
| 19. | 16 tháng 12 năm 2010 | Sân vận động Quốc tế Khalifa, Doha, Qatar                       | Ai Cập     | 1–0       | 2–1     | Giao hữu                  |
| 20. | 22 tháng 12 năm 2010 | Sân vận động Quốc tế Khalifa, Doha, Qatar                       | Estonia    | 1–0       | 2–0     | Giao hữu                  |
| 21. | 21 tháng 1 năm 2011  | Sân vận động Thani bin Jassim, Doha, Qatar                      | Nhật Bản   | 1–0       | 2–3     | Asian Cup 2011            |
| 22. | 11 tháng 11 năm 2011 | Sân vận động Jassim bin Hamad, Doha, Qatar                      | Indonesia  | 4–0       | 4–0     | Vòng loại World Cup 2014  |
| 23. | 3 tháng 6 năm 2012   | Sân vận động Thành phố Thể thao Camille Chamoun, Beirut, Liban  | Liban      | 1–0       | 1–0     | Vòng loại World Cup 2014  |
| 24. | 6 tháng 9 năm 2012   | Audi Sportpark, Ingolstadt, Đức                                 | Tajikistan | 1–2       | 1–2     | Giao hữu                  |
| –   | 7 tháng 11 năm 2012  | Sân vận động Jassim bin Hamad, Doha, Qatar                      | Iraq       | 2–0       | 2–1     | Giao hữu không chính thức |
| 25. | 14 tháng 11 năm 2012 | Sân vận động Jassim bin Hamad, Doha, Qatar                      | Liban      | 1–0       | 1–0     | Vòng loại World Cup 2014  |
| 26. | 9 tháng 9 năm 2013   | Sân vận động Jassim bin Hamad, Doha, Qatar                      | Liban      | 1–1       | 1–1     | Giao hữu                  |
| 27. | 13 tháng 10 năm 2013 | Sân vận động Thani bin Jassim, Doha, Qatar                      | Yemen      | 6–0       | 6–0     | Vòng loại Asian Cup 2015  |
| 28. | 15 tháng 11 năm 2013 | Sân vận động Quốc tế Sheikh Khalifa, Al Ain, UAE                | Yemen      | 1–0       | 4–1     | Vòng loại Asian Cup 2015  |
| 29. | 6 tháng 10 năm 2014  | Sân vận động Abdullah bin Khalifa, Doha, Qatar                  | Uzbekistan | 1–0       | 3–0     | Giao hữu                  |
| 30. | 24 tháng 3 năm 2016  | Sân vận động Jassim bin Hamad, Doha, Qatar                      | Hồng Kông  | 2–0       | 2–0     | Vòng loại World Cup 2018  |
| 31. | 18 tháng 8 năm 2016  | Swissporarena, Luzern, Thụy Sĩ                                  | Jordan     | 1–0       | 3–2     | Giao hữu                  |
| 32. | 18 tháng 8 năm 2016  | Swissporarena, Luzern, Thụy Sĩ                                  | Jordan     | 2–1       | 3–2     | Giao hữu                  |
| 33. | 18 tháng 8 năm 2016  | Swissporarena, Luzern, Thụy Sĩ                                  | Jordan     | 3–2       | 3–2     | Giao hữu                  |
| 34. | 29 tháng 9 năm 2016  | Sân vận động Jassim bin Hamad, Doha, Qatar                      | Serbia     | 1–0       | 3–0     | Giao hữu                  |
| 35. | 29 tháng 9 năm 2016  | Sân vận động Jassim bin Hamad, Doha, Qatar                      | Serbia     | 2–0       | 3–0     | Giao hữu                  |
| 36. | 29 tháng 9 năm 2016  | Sân vận động Jassim bin Hamad, Doha, Qatar                      | Serbia     | 3–0       | 3–0     | Giao hữu                  |
| 37. | 6 tháng 10 năm 2016  | Sân vận động World Cup Suwon, Suwon, Hàn Quốc                   | Hàn Quốc   | 2–1       | 2–3     | Vòng loại World Cup 2018  |
| 38. | 17 tháng 1 năm 2017  | Sân vận động Jassim bin Hamad, Doha, Qatar                      | Moldova    | 1–0       | 1–1     | Giao hữu                  |